# Los Márquez
Los Márquez är en ort i Mexiko.   Den ligger i kommunen Río Grande och delstaten Zacatecas, i den centrala delen av landet, 600 km nordväst om huvudstaden Mexico City. Los Márquez ligger 1 879 meter över havet och antalet invånare är 386.
Terrängen runt Los Márquez är huvudsakligen platt, men söderut är den kuperad. Los Márquez ligger nere i en dal. Runt Los Márquez är det ganska glesbefolkat, med 34 invånare per kvadratkilometer. Närmaste större samhälle är Río Grande, 4,5 km öster om Los Márquez. Omgivningarna runt Los Márquez är i huvudsak ett öppet busklandskap.